# 甘罗
甘罗（前257年—？），战国末期下蔡（今属颍上县甘羅乡）人。十二岁被拜为秦國上卿。
西漢的司馬遷著《史記》時，將甘罗立於《樗里子甘茂列傳》的附傳中；另外王蘧常撰寫《秦史》時，將甘罗和向壽合立於《甘茂傳》的附傳中。

## 生平
甘罗是秦左丞相甘茂之孙，十二岁时成为秦相吕不韦宾客。當時燕國派太子丹到秦國做人質，秦国要让张唐去燕国為相，準備聯合攻打趙國河間，张唐曾攻打趙國，擔心經過趙國時被害，不願去燕國。于是吕不韦亲自去请张唐，但仍然没有成功。甘罗听后，就自告奋勇去说服张唐，用范雎殺白起的例子來恐嚇張唐，讓張唐同意起行。然後又請纓到趙國幫張唐通報，向趙王指秦國和燕國交換人質是要攻打趙國，不如趙國割出五城，讓秦國送還太子丹，并和趙國聯手攻燕，趙王同意，攻下燕國三十城，秦得燕十一城和趙五城。於是甘罗被封为上卿及得到祖父甘茂的田宅。

## 軼聞
「甘罗十二为相」意思是指甘羅十二歲拜相，但《史記》僅載甘羅拜上卿，並非拜相。张岱《夜航船》「甘罗十二为丞相」提到：「罗还报秦，封为上卿，不曾为丞相。相秦者是甘罗之祖甘茂。封罗后，遂以茂之田宅赐之。」
有一流傳很廣的傳說是，秦王曾要求其祖父甘茂找公雞生的蛋獻上；甘羅就自告奮勇上朝面見秦王，說甘茂在家生孩子。以諷刺秦王，表示公雞無法生蛋，甘羅因為其機智，而得到秦王的賞識。
在一次陪同秦王政與王后下棋時，得罪王后，被秦王政處斬，年僅十二歲，即得上卿後一年內死亡，葬於潁上城東。

## 相關
- 甘卓
- 甘寧
- 神童

## 延伸阅读
[在维基数据编辑]
 《史記/卷071》，出自司馬遷《史記》